# Тиреше (жіночий футбольний клуб)

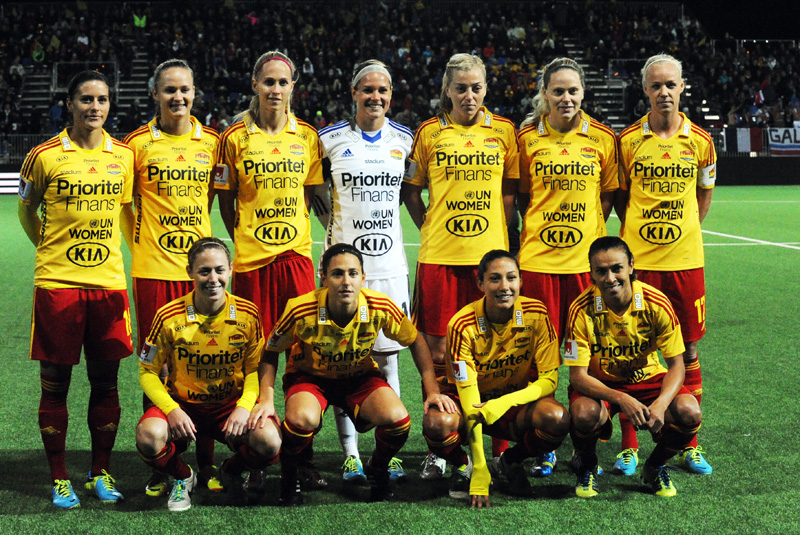
Команда «Тиреше» в 2013 році. Стоять: Алі Кригер, Каролін Грем Гансен, Ліне Рьоддік Гансен, Ешлін Гарріс, Лінда Сембрант, Ліза Дальквіст, Каролін Сегер.
Сидять: Меган Клінгенберг, Вероніка Бокете, Кристен Прес та Марта

Футбольний клуб «Тиреше» (швед. Tyresö Fotbollsförening) — колишній шведський жіночий футбольний клуб з однойменної комуни, заснований у 1971 році та розформований у 2014 році. Виступав у вищому дивізіоні Швеції. У сезоні 2013–14 років грав у фіналі Ліги чемпіонів УЄФА. Домашні матчі приймав на стадіоні «Тирешеваллен», місткістю 2 700 глядачів.

## Досягнення
- Damallsvenskan[2]
  - Чемпіон (1): 2012
- Кубок Швеції
  - Фіналіст (2): 2011, 2012
- Ліга чемпіонів УЄФА
  - Фіналіст (1): 2014

## Ліга чемпіонів УЄФА серед жінок
| Сезон   | Раунд | Суперник   | Вдома          | В гостях       | Рахунок        |
| ------- | ----- | ---------- | -------------- | -------------- | -------------- |
| 2013–14 | 1/16  | ПСЖ        | 0–0            | 2–1            | 2–1            |
| 2013–14 | 1/8   | Фортуна    | 2–1            | 4–0            | 6–1            |
| 2013–14 | 1/4   | Нойленгбах | 0–0            | 8–1            | 8–1            |
| 2013–14 | 1/2   | Бірмінгем  | 0–0            | 3–0            | 3–0            |
| 2013–14 | Фінал | Вольфсбург | 3–4 ( Лісабон) | 3–4 ( Лісабон) | 3–4 ( Лісабон) |